# Rivière… ouvre ton lit
Albums de Johnny Hallyday
Rêve et Amour
(1968) Vie
(1970)
Singles
1. (SP) Rivière... ouvre ton lit - Je te veux
Sortie : 10 mars 1969
2. (SP) Que je t'aime - Voyage au pays des vivants
Sortie : 23 juin 1969
3. (EP) Que je t'aime - Voyage au pays des vivants - Je suis né dans la rue - Viens
Sortie : 4 août 1969

Rivière… ouvre ton lit est le 12e album studio de Johnny Hallyday sorti en 1969. Il marque artistiquement une étape importante dans la carrière du chanteur et est rétrospectivement  considéré comme l'un des dix meilleurs disques de rock français. 

## Histoire
Réalisé par Lee Hallyday, l'album est enregistré en décembre 1968 et janvier 1969, à Londres au studio Olympic Sound et à Paris au studio des Dames et studio Polydor.
L'opus très orienté blues rock et rock psychédélique, est le fruit de la collaboration artistique de Johnny Hallyday avec les musiciens anglais Steve Marriott et Ronnie Lane (membres leaders du groupe Small Faces), instrumentistes mais aussi compositeurs de trois morceaux. Peter Frampton (ex membre du groupe The Herd et bientôt membre, avec Marriott, de Humble Pie), est également à la guitare sur plusieurs morceaux (il jouera à nouveau pour Hallyday en studio en 1973 et 1985, pour les albums Insolitudes et Rock'n'Roll Attitude). 
Les accompagnateurs, chef d'orchestre et compositeurs d'Hallyday (depuis 1966), le batteur Tommy Brown et le guitariste Mick Jones signent six autres titres, tandis que Johnny Hallyday et Jacques Revaux en composent un dixième. L'ensemble est mis en paroles par Gilles Thibaut (auteur de cinq textes), Long Chris (quatre) et Ralph Bernet (un).
Le recto de la pochette n'a aucune indication ni nom ni titre ; seule une photo sur fond noir et en gros plan de Johnny Hallyday arborant la barbe l'illustre. Le verso ne comprend pas davantage d'information, entièrement noir, il n'est illustré que d'une petite photo noir et blanc au format d'un négatif, pointé par une flèche rouge et d'un C (vraisemblablement C comme Cinéma, l'apparence d'un Johnny hirsute est alors le genre adopté pour le (prochain) tournage du western spaghetti de Sergio Corbucci Le Spécialiste dont le chanteur est la vedette). Les titres de l'album sont indiqués sur un dépliant à droite de la pochette ouvrante,. 
Sans titre donc au moment de sa sortie (présentement, le choix est fait ici de lui donner pour titre celui de la chanson qui ouvre le disque Rivière... ouvre ton lit), il est parfois dénommé l'album de Blues, ou plus couramment l'album Je suis né dans la rue.
La rentrée parisienne du chanteur sur la scène du Palais des sports de Paris (du 26 avril au 4 mai), précède de quelques jours la sortie de l'album (dans les bacs le 6 mai) ; Le tour de chant d'Hallyday propose cinq des dix titres qui le compose, présenté en avant première au public (deux, en mars, sont parus en 45 tours, Rivière... ouvre ton lit et Je te veux).
L'opus marque un changement notable d'orientation de l'artiste « un peu plus adulte », davantage orienté « vers [le magazine] Rock & Folk plutôt que vers [le magazine] Salut les copains » écrit a posteriori Daniel Lesueur. Des propos qui semblent faire écho à ceux du chanteur lequel dans un entretien du 28 avril 1969, déclare à Danièle Heymann dans L'Express : « Être premier au référendum des Copains, cela ne veut plus rien dire. [...] » et d'ajouter à propos de l'émission radiophonique Salut les copains (pour quelque temps encore sur les ondes), « Il vaut mieux qu'elle crève. Elle est devenue complètement ringarde. Même les enfants ne sont pas assez débiles pour l'apprécier, désormais. ». Sans se déjuger, Johnny Hallyday sonne ainsi le glas de son passé d'idole yéyé : « Une idole, c'est n'importe quel gars lancé par les commerçants. Une idole, ça se laisse prendre à son propre jeu, et puis ça finit par être détrôné par une autre idole. Moi, j'ai frôlé la catastrophe, plusieurs fois. À cause de ça. L'auréole...   » Une chanson du nouvel opus, écrite par Long Chris, fait office de trait d'union entre présent et passé et résume le chemin parcouru, Je suis né dans la rue : 
« ... J'ai dû me battre pour avoir la vie que j'aimais J'ai dû me battre encore plus fort pour la garder / [...] / Maintenant, je ne chante plus où les murs sont toujours gris  Mon nom est d'argent et ma guitare est en or Mes chansons d'hier sont bien les mêmes qu'aujourd'hui / [...] / On voudrait me faire changer mais c'est une cause perdue Vous perdez votre temps, je reviendrai à la rue... »
Mai 68 est passé par là, mais aussi quelques mois d'inactivités imposés par un pied fracturé durant l'automne 1968, laps de temps durant lequel l'artiste a travaillé avec Tommy Brown et Mick Jones à l'orientation musicale qu'il entend désormais donner à sa carrière. Un choix qui alors déconcerte quelque peu le public, d'autant qu'à la même période, une chanson d'Hallyday, Que je t'aime, créée elle aussi lors du spectacle au Palais des sports, connait un énorme succès radiophonique puis/et en single (paru le 25 juin), au point de faire de l'ombre à l'album relégué au second plan. Contradiction hallydéenne par excellence, partagée entre ses goûts musicaux qui le font s'investir vers un rock et blues contemporain et ceux du « grand public » qui lui préfère des chansons dites de variétés.
Au fil du temps, l'album s'est imposé comme l'un des plus importants et aboutis de Johnny Hallyday et plusieurs de ses titres s'inscrivent parmi les incontournables réussites du chanteur, qu'il reprendra régulièrement à la scène.

## Autour de l'album
Éditions originales et rééditions
L'édition originale inclus sous la référence Philips 844971 BY, une édition numérotée et limitée à 25 000 exemplaires et l'édition courante,.
Une deuxième édition (sortie dans les années 1970), est référencée : Philips 9 101 038.
En 1990, l'album sort pour la première fois en format CD, sous la référence 842753-2,. 
Il est réédité en 2000, en CD format Digipack et son remastérisé sous la référence Mercury Universal 546 957-2,
En 2020, la réédition de l'album en CD et 33 tours vinyles intitulé Johnny 69 inclut (en supplément), une version alternative des chansons Réclamation, Rivière... ouvre ton lit et Voyage au pays des vivants.
Deux chansons issues des sessions d'enregistrement de l'album et restées inédites à l'époque sont publiées : 
- La nuit avec moi[21],[22] (écrite par Steve Marriott et Ronnie Lane)
- Je suis non violent (écrite par Tommy Brown et Mick Jones)

 Contenu
La chanson Amen est une adaptation de That Man des Small Faces.
Les chansons Réclamation et Regarde pour moi sont reprises dans leurs versions anglaises sur l'album de Humble Pie As Safe as Yesterday Is (en), sous les titres Bang ! et What You Will.

## Réception
Selon l'édition française du magazine Rolling Stone, cet album est le 6e meilleur album de rock français. Il est également inclus dans l'ouvrage Philippe Manœuvre présente : Rock français, de Johnny à BB Brunes, 123 albums essentiels.

## Liste des titres
| 1.  | Rivière... ouvre ton lit   | Gilles Thibaut | Mick Jones, Tommy Brown         | 4:19 |
| 2.  | Voyage au pays des vivants | Long Chris     | Mick Jones, Tommy Brown         | 3:38 |
| 3.  | Amen                       | Gilles Thibaut | Steve Marriott, Ronnie Lane     | 3:28 |
| 4.  | Viens                      | Gilles Thibaut | Mick Jones - Tommy Brown        | 2:19 |
| 5.  | Réclamation                | Gilles Thibaut | Steve Marriott, Ronnie Lane     | 3:27 |
| 6.  | Regarde pour moi           | Gilles Thibaut | Steve Marriott, Ronnie Lane     | 4:22 |
| 7.  | Je te veux                 | Long Chris     | Mick Jones, Tommy Brown         | 3:36 |
| 8.  | Les anges de la nuit       | Ralph Bernet   | Jacques Revaux, Johnny Hallyday | 2:49 |
| 9.  | Je n'ai besoin de personne | Long Chris     | Mick Jones, Tommy Brown         | 3:03 |
| 10. | Je suis né dans la rue     | Long Chris     | Mick Jones, Tommy Brown         | 5:44 |

## Musiciens
Direction musicale : Mick Jones et Tommy Brown
Orchestre de Johnny Hallyday :
- Mick Jones : guitare
- Jean-Pierre Azoulay : guitare
- Daniel Boulard : basse
- Tommy Brown : batterie
- Raymond Donnez : claviers
- Jean Toscan : saxophone
- Gérard Pisani : trompette

Titres 2 et 10 :
- Steve Marriott : guitare, orgue
- Ronnie Lane : basse

Titres 3, 5 et 6 :
- Peter Frampton : guitare

## Classements hebdomadaires
| Classement (2000) | Meilleure position |
| ----------------- | ------------------ |
| France (SNEP)     | 45                 |

| Classement (2020)            | Meilleure position |
| ---------------------------- | ------------------ |
| Belgique (Wallonie Ultratop) | 10                 |
| France (SNEP)                | 7                  |
| Suisse (Schweizer Hitparade) | 95                 |
| Suisse (Charts Romandie)     | 13                 |